# Литвинов, Сергей Валерьевич
Сергей Валерьевич Литвинов (19 октября 1971, Мелитополь, Запорожская область, СССР) — украинский и российский футболист, полузащитник.

## Карьера
Начинал заниматься футболом на Украине. Несколько лет Литвинов провел в клубе «Торпедо» (Мелитополь). Летом 1996 года он переехал в Россию, где пополнил ряды владимирского «Торпедо». 7 августа полузащитник в дебютном матче за "черно-белых отметился забитым голом в ворота брянского «Динамо» (3:1). С 2000 по 2002 год Сергей Литвинов играл во Вьетнаме за клуб «Сонг Да Намдинь». Всего за два сезона хавбек по имеющимся данным забил в местной элитной лиге один мяч. Летом 2002 года футболист вернулся во владимирское «Торпедо», в котором он завершил карьеру.

## Достижения
- Серебряный призёр чемпионата Вьетнама: 2000/01